# هيرفاس
بلدية هيرفاس (بالإسبانية: Hervás)‏، هي بلدية تقع في مقاطعة قصرش والتي تقع في منطقة إكستريمادورا، غرب إسبانيا.
يبلغ عدد سكانها 3.881 نسمة وفقاً لإحصائية سنة (2002).

## أعلام
- جافيفي